# Scottish Cup 2014-2015
La Scottish Cup 2014-15 è stata la 130ª edizione del torneo. Il trofeo è stato vinto, per la prima volta nella sua storia, dall'Inverness, dopo aver battuto in finale il Falkirk.

## Squadre partecipanti

### Turno preliminare
22 squadre
- 2 club della Highland Football League

-  Cove Rangers
-  Fort William

- 5 club della Lowland Football League

-  Dalbeattie Star
-  Edinburgh
-  Edinburgh University

-  Gala Fairydean
-  Vale of Leithen

- 11 club della South of Scotland League, East of Scotland League ed altre leghe

-  Burntisland Shipyard
-  Civil Service Strollers
-  Coldstream
-  Girvan
-  Glasgow University
-  Golspie Sutherland

-  Hawick Royal Albert
-  LTHV
-  Newton Stewart
-  St. Cuthbert Wanderers
-  Wigtown & Bladnoch

- 4 club vincitori delle quattro divisioni della Scottish Junior Football Association

-  Auchinleck Talbot
-  Bo'ness Utd
-  Culter
-  Hurlford Utd

Sei squadre (in grassetto) tra quelle sopraelencate passano direttamente al primo turno, dopo essere state estratte durante il sorteggio.

### Primo turno
36 squadre
- 8 club vincitori del turno preliminare
- 6 club che hanno ottenuto l'accesso al turno durante il sorteggio del turno preliminare
- 14 club della Highland Football League

-  Buckie Thistle
-  Clachnacuddin
-  Deveronvale
-  Formartine Utd
-  Forres Mechanics
-  Fraserburgh
-  Huntly

-  Keith
-  Lossiemouth
-  Nairn County
-  Rothes
-  Strathspey Thistle
-  Turriff Utd
-  Wick Academy

- 6 club della Lowland Football League

-  East Kilbride
-  Gretna 2008
-  Preston Athletic

-  Selkirk
-  Threave Rovers
-  Whitehill Welfare

- 2 club di altre leghe

-  Banks O'Dee
-  Linlithgow Rose

### Secondo turno
32 squadre
- 18 club vincitori del primo turno
- 2 club della Highland Football League (vincitrice del torneo 2013-2014 e 2ª classificata)

-  Brora Rangers
-  Inverurie Loco Works

- 2 club della Lowland Football League (vincitrice del torneo 2013-2014 e 2ª classificata)

-  Spartans
-  Stirling University

- 10 club della Scottish League Two

-  Albion Rovers
-  Annan Athletic
-  Arbroath
-  Berwick Rangers
-  Clyde

-  East Fife
-  East Stirlingshire
-  Elgin City
-  Montrose
-  Queen's Park

### Terzo turno
32 squadre
- 16 club vincitori del secondo turno
- 10 club della Scottish League One

-  Airdrieonians
-  Ayr Utd
-  Brechin City
-  Dunfermline
-  Forfar Athletic

-  Greenock Morton
-  Peterhead
-  Stenhousemuir
-  Stirling Albion
-  Stranraer

- 6 club della Scottish Championship

-  Dumbarton
-  Livingston
-  Raith Rovers

-  Alloa Athletic
-  Cowdenbeath
-  Rangers

### Quarto turno
32 squadre
- 16 club vincitori del terzo turno
- 4 club della Scottish Championship

-  Falkirk
-  Hearts
-  Hibernian
-  Queen of the South

- 12 club della Scottish Premiership

-  Celtic
-  Motherwell
-  Aberdeen
-  Dundee Utd
-  Inverness
-  St. Johnstone

-  Ross County
-  St. Mirren
-  Kilmarnock
-  Partick Thistle
-  Dundee
-  Hamilton Academical

### Fase finale
- 16 club vincitori del quarto turno

## Formula del torneo
| Turno             | Numero di incontri | Squadre |
| ----------------- | ------------------ | ------- |
| Turno preliminare | 8 + 2              | 90 → 82 |
| Primo turno       | 18 + 1             | 82 → 64 |
| Secondo turno     | 16 + 3             | 64 → 48 |
| Terzo turno       | 16 + 4             | 48 → 32 |
| Quarto turno      | 16 + 4             | 32 → 16 |
| Ottavi di finale  | 8 + 1              | 16 → 8  |
| Quarti di finale  | 4 + 1              | 8 → 4   |
| Semifinali        | 2                  | 4 → 2   |
| Finale            | 1                  | 2 → 1   |

## Risultati

### Turno preliminare
| Squadra 1          | Risultato | Squadra 2               |
| ------------------ | --------- | ----------------------- |
| 16 agosto 2014     |           |                         |
| LTHV               | 3 – 0     | Burntisland Shipyard    |
| Auchinleck Talbot  | 5 – 1     | St. Cuthbert Wanderers  |
| Hurlford Utd       | 2 – 2     | Edinburgh University    |
| Glasgow University | 1 – 9     | Cove Rangers            |
| Vale of Leithen    | 0 – 1     | Gala Fairydean          |
| Newton Stewart     | 2 – 2     | Hawick Royal Albert     |
| Edinburgh          | 5 – 0     | Fort William            |
| Wigtown & Bladnoch | 1 – 2     | Civil Service Strollers |

Replay
| Squadra 1            | Risultato | Squadra 2      |
| -------------------- | --------- | -------------- |
| 23 agosto 2014       |           |                |
| Edinburgh University | 0 – 5     | Hurlford Utd   |
| Hawick Royal Albert  | 3 – 0     | Newton Stewart |

### Primo turno
| Squadra 1          | Risultato | Squadra 2               |
| ------------------ | --------- | ----------------------- |
| 13 settembre 2014  |           |                         |
| Lossiemouth        | 0 – 4     | Turriff Utd             |
| Deveronvale        | 0 – 1     | Nairn County            |
| Selkirk            | 0 – 4     | Bo'ness Utd             |
| Gretna 2008        | 2 – 1     | Gala Fairydean          |
| Culter             | 4 – 2     | Strathspey Thistle      |
| Clachnacuddin      | 1 – 7     | Hurlford Utd            |
| Rothes             | 0 – 4     | Banks O'Dee             |
| Preston Athletic   | 1 – 2     | Threave Rovers          |
| Forres Mechanics   | 4 – 1     | Civil Service Strollers |
| Huntly             | 2 – 1     | Wick Academy            |
| Cove Rangers       | 9 – 0     | Hawick Royal Albert     |
| Keith              | 1 – 3     | Formartine Utd          |
| Edinburgh          | 2 – 1     | Coldstream              |
| Fraserburgh        | 0 – 0     | Linlithgow Rose         |
| LTHV               | 0 – 1     | East Kilbride           |
| Golspie Sutherland | 1 – 4     | Dalbeattie Star         |
| Auchinleck Talbot  | 5 – 0     | Buckie Thistle          |
| Whitehill Welfare  | 3 – 1     | Girvan                  |

Replay
| Squadra 1         | Risultato | Squadra 2   |
| ----------------- | --------- | ----------- |
| 20 settembre 2014 |           |             |
| Linlithgow Rose   | 2 - 1     | Fraserburgh |

### Secondo turno
| Squadra 1            | Risultato | Squadra 2          |
| -------------------- | --------- | ------------------ |
| 4 ottobre 2014       |           |                    |
| Linlithgow Rose      | 5 – 1     | Dalbeattie Star    |
| Edinburgh            | 2 – 1     | Auchinleck Talbot  |
| Nairn County         | 2 – 1     | Huntly             |
| Arbroath             | 2 – 2     | Montrose           |
| East Fife            | 7 – 0     | Threave Rovers     |
| Spartans             | 3 – 3     | East Kilbride      |
| Bo'ness Utd          | 7 – 1     | Culter             |
| Berwick Rangers      | 2 – 0     | Formartine Utd     |
| Brora Rangers        | 5 – 0     | Banks O'Dee        |
| Cove Rangers         | 1 – 2     | Annan Athletic     |
| Elgin City           | 0 – 0     | Forres Mechanics   |
| Whitehill Welfare    | 0 – 1     | East Stirlingshire |
| Inverurie Loco Works | 0 – 3     | Hurlford Utd       |
| Gretna 2008          | 0 – 1     | Queen's Park       |
| Turriff Utd          | 0 – 3     | Clyde              |
| 5 ottobre 2014       |           |                    |
| Stirling University  | 1 – 4     | Albion Rovers      |

Replay
| Squadra 1        | Risultato | Squadra 2  |
| ---------------- | --------- | ---------- |
| 11 ottobre 2014  |           |            |
| Forres Mechanics | 1 - 3     | Elgin City |
| East Kilbride    | 1 - 5     | Spartans   |
| Montrose         | 1 - 3     | Arbroath   |

### Terzo turno
| Squadra 1          | Risultato | Squadra 2       |
| ------------------ | --------- | --------------- |
| 1º novembre 2014   |           |                 |
| East Fife          | 2 - 3     | Berwick Rangers |
| Forfar Athletic    | 1 - 3     | Cowdenbeath     |
| Edinburgh          | 2 - 3     | Brora Rangers   |
| Stenhousemuir      | 1 - 2     | Brechin City    |
| Hurlford Utd       | 1 - 1     | Stirling Albion |
| Arbroath           | 2 - 1     | Nairn County    |
| Elgin City         | 4 - 4     | Bo'ness Utd     |
| Ayr Utd            | 1 - 1     | Alloa Athletic  |
| Spartans           | 2 - 0     | Clyde           |
| Peterhead          | 0 - 1     | Stranraer       |
| Dumbarton          | 0 - 1     | Rangers         |
| Queen's Park       | 1 - 2     | Albion Rovers   |
| Greenock Morton    | 0 - 0     | Airdrieonians   |
| Annan Athletic     | 3 - 2     | Livingston      |
| Linlithgow Rose    | 0 - 2     | Raith Rovers    |
| 2 novembre 2014    |           |                 |
| East Stirlingshire | 1 - 4     | Dunfermline     |

Replay
| Squadra 1        | Risultato         | Squadra 2       |
| ---------------- | ----------------- | --------------- |
| 8 novembre 2014  |                   |                 |
| Stirling Albion  | 2 - 2 (13-12 dcr) | Hurlford Utd    |
| Bo'ness Utd      | 5 - 4             | Elgin City      |
| 11 novembre 2014 |                   |                 |
| Alloa Athletic   | 4 - 0             | Ayr Utd         |
| Airdrieonians    | 0 - 2             | Greenock Morton |

### Quarto turno
| Squadra 1          | Risultato | Squadra 2           |
| ------------------ | --------- | ------------------- |
| 29 novembre 2014   |           |                     |
| St. Johnstone      | 2 - 1     | Ross County         |
| St. Mirren         | 1 - 1     | Inverness           |
| Stirling Albion    | 0 - 2     | Raith Rovers        |
| Queen of the South | 4 - 1     | Brora Rangers       |
| Stranraer          | 2 - 2     | Dunfermline         |
| Bo'ness Utd        | 0 - 5     | Arbroath            |
| Falkirk            | 1 - 0     | Cowdenbeath         |
| Spartans           | 2 - 1     | Greenock Morton     |
| Berwick Rangers    | 1 - 1     | Albion Rovers       |
| Dundee             | 2 - 1     | Aberdeen            |
| Annan Athletic     | 1 - 1     | Brechin City        |
| Alloa Athletic     | 1 - 2     | Hibernian           |
| Motherwell         | 1 - 2     | Dundee Utd          |
| Partick Thistle    | 2 - 0     | Hamilton Academical |
| 30 novembre 2014   |           |                     |
| Rangers            | 3 - 0     | Kilmarnock          |
| Hearts             | 0 - 4     | Celtic              |

Replay
| Squadra 1       | Risultato | Squadra 2       |
| --------------- | --------- | --------------- |
| 2 dicembre 2014 |           |                 |
| Inverness       | 4 - 0     | St. Mirren      |
| 9 dicembre 2014 |           |                 |
| Dunfermline     | 1 - 3     | Stranraer       |
| Albion Rovers   | 0 - 1     | Berwick Rangers |
| Brechin City    | 4 - 2     | Annan Athletic  |

### Ottavi di finale
| Squadra 1          | Risultato | Squadra 2       |
| ------------------ | --------- | --------------- |
| 7 febbraio 2015    |           |                 |
| Queen of the South | 2 - 0     | St. Johnstone   |
| Dundee             | 0 - 2     | Celtic          |
| Hibernian          | 3 - 1     | Arbroath        |
| Falkirk            | 2 - 1     | Brechin City    |
| Partick Thistle    | 1 - 2     | Inverness       |
| Spartans           | 1 - 1     | Berwick Rangers |
| 8 febbraio 2015    |           |                 |
| Rangers            | 1 - 2     | Raith Rovers    |
| Stranraer          | 0 - 3     | Dundee Utd      |

Replay
| Squadra 1        | Risultato | Squadra 2 |
| ---------------- | --------- | --------- |
| 17 febbraio 2015 |           |           |
| Berwick Rangers  | 1 - 0     | Spartans  |

### Quarti di finale
| Squadra 1          | Risultato | Squadra 2       |
| ------------------ | --------- | --------------- |
| 6 marzo 2015       |           |                 |
| Queen of the South | 0 - 1     | Falkirk         |
| 8 marzo 2015       |           |                 |
| Hibernian          | 4 - 0     | Berwick Rangers |
| Dundee Utd         | 1 - 1     | Celtic          |
| 10 marzo 2015      |           |                 |
| Inverness          | 1 - 0     | Raith Rovers    |

Replay
| Squadra 1     | Risultato | Squadra 2  |
| ------------- | --------- | ---------- |
| 18 marzo 2015 |           |            |
| Celtic        | 4 - 0     | Dundee Utd |

### Semifinali
| Squadra 1      | Risultato   | Squadra 2 |
| -------------- | ----------- | --------- |
| 18 aprile 2015 |             |           |
| Hibernian      | 0 - 1       | Falkirk   |
| 19 aprile 2015 |             |           |
| Inverness      | 3 - 2 (dts) | Celtic    |

### Finale
| Arbitro: | William Collum |

|                         |           |           |
| Watkins 38’ Vincent 86’ | Marcatori | 80’ Grant |